# José Luis Messía
José Luis Messía Jiménez (Baños de la Encina, 25 de noviembre de 1920-Madrid, 23 de noviembre de 1997) fue un diplomático español. Ostentó el título nobiliario de marqués de Busianos.

## Biografía
Nacido el 25 de noviembre de 1920 en la localidad jiennense de Baños de la Encina, y fallecida joven su madre, se acabó estableciendo joven con su padre en Madrid, estudiando en el colegio del Pilar de la calle Castelló. Era sobrino de José Yanguas Messía. Cursada la carrera de derecho en la Universidad Central, ingresó en la carrera diplomática en 1945, tras ejercer por un tiempo de profesor ayudante de su tío. Fue secretario del Instituto de Cultura Hispánica.
Enviado a Estrasburgo por primera vez como observador ante las instituciones europeas en la década de 1960 por Fernando María Castiella, ejercería posteriormente, entre 1972 y 1976, de director general de Relaciones Culturales.
Enviado durante la Transición por segunda vez a Estrasburgo, ahora como embajador observador permanente, obtendría en 1977 el, para él, su mayor logro diplomático: el ingreso de España el 24 de noviembre en el Consejo de Europa. Posteriormente culminó su trayectoria diplomática con su nombramiento en agosto de 1983 para la misión de embajador en Argentina (1983-1986), presentando sus credenciales en octubre de dicho año.
Escribió diversas obras de gastronomía.
Falleció el 23 de noviembre de 1997 en la clínica Rúber de Madrid.

## Obras
- — (1995). Por palabra de honor.[12][13]

## Distinciones
- Gran Cruz de la Orden de Cisneros (1968)[14]
- Gran Cruz de la Orden Civil de Alfonso X el Sabio (1975)[15]
- Gran Cruz de la Orden de Isabel la Católica (1978)[16]